# Ortolano (nome)
Ortolano  è un nome proprio di persona italiano maschile.

## Varianti
- Femminili: Ortolana

### Varianti in altre lingue
- Catalano: Hortulà[3]
- Latino: Hortulanus[3], Hortolanus[1]
- Spagnolo: Hortelano[3], Ortolano[4]

## Origine e diffusione
Deriva dal latino Hortolanus, da hors, "orto", "giardino", e vuol dire quindi "giardiniere", "lavoratore dell'orto". Ha dunque affine per significato ai nomi Ortensia, Giorgio e Agricola.
Il nome, raro in Italia, è ricordato prevalentemente per essere stato portato da un santo vescovo africano e da Ortolana Fiumi, la madre di Chiara d'Assisi.

## Onomastico
L'onomastico viene festeggiato il 28 novembre in ricordo di sant'Ortolano, vescovo in Nord Africa, peserguitato da Genserico.

## Persone

### Variante femminile Ortolana
- Ortolana Fiumi, religiosa italiana